# Szimferopol
Szimferopol (oroszul Симферополь, ukránul Сімферополь, krími tatár nyelven Aqmescit, örményül Սիմֆերոպոլ; jelentése: A fehér mecset) város a Krímben. A város a Salhir folyó mellett helyezkedik el.

## Földrajza
A város a Krím félsziget déli részén, a Krími-hegység északi lejtőjén fekszik. Mellette helyezkedik el a róla elnevezett szimferopoli víztározó.

### Éghajlata
Meleg nyarak és nem túl hideg telek jellemzők. A januári átlaghőmérséklet –0,5 °C, júniusban pedig 21,2 °C. Az átlag csapadékmennyiség évi 510 mm körüli és mintegy 2470 órát süt a nap.
| Hónap                                       | Jan.  | Feb.  | Már.  | Ápr.  | Máj. | Jún. | Júl. | Aug. | Szep. | Okt.  | Nov.  | Dec.  | Év    |
| ------------------------------------------- | ----- | ----- | ----- | ----- | ---- | ---- | ---- | ---- | ----- | ----- | ----- | ----- | ----- |
| Rekord max. hőmérséklet (°C)                | 20,4  | 21,9  | 28,7  | 31,5  | 34,2 | 37,7 | 39,3 | 39,5 | 37,2  | 33,3  | 28,0  | 25,4  | 39,5  |
| Átlagos max. hőmérséklet (°C)               | 3,9   | 4,7   | 9,1   | 15,9  | 21,4 | 25,7 | 28,9 | 28,6 | 23,1  | 17,0  | 10,4  | 5,6   | 16,3  |
| Átlagos min. hőmérséklet (°C)               | −2,9  | −3,2  | −0,2  | 4,8   | 9,5  | 13,9 | 16,5 | 16,1 | 11,6  | 6,8   | 2,2   | −1,1  | 6,2   |
| Rekord min. hőmérséklet (°C)                | −26,0 | −30,3 | −18,4 | −11,1 | −8,4 | 0,7  | 3,6  | 3,8  | −5,1  | −11,4 | −21,7 | −23,2 | −30,3 |
| Átl. csapadékmennyiség (mm)                 | 39    | 36    | 38    | 34    | 35   | 58   | 45   | 52   | 42    | 42    | 49    | 45    | 515   |
| Havi napsütéses órák száma                  | 88    | 100   | 164   | 211   | 282  | 314  | 341  | 316  | 261   | 204   | 114   | 75    | 2470  |
| Forrás: Pogoda.ru.net, NOAA (sun 1961–1990) |       |       |       |       |      |      |      |      |       |       |       |       |       |

## Látnivalók
Szalhirka park/Botanikus kert (парк "Салгірка" (ботанічний сад), вул.Ялтинська, 2) 18. század vége        
'Tavrika', a 750 éves tölgy (750-річний дуб "Тавріка") 14. század 

### Műemlékek
P.P. Pallasz háza (садиба П.П.Палласа, вул. Ялтинська, 2), 18-19. század
Voroncov-palota és melléképületei Szalhirciben (дворец М.Воронцова в парке Салгирка, проспект Вернадского, 2) 1826. Klasszicista.
Vasútállomás  (вокзал, Привокзальная площадь , 1) 1951-1953.        
Szentháromság zárda  (Троицкий женский монастырь, улица Одесская, 12)
Kebir mecset (мечеть Кебир-Джами, улица Курчатова, 4) 1508., 1772., 1907.        
Szkíta település maradványai (городище "Неаполь Скифський", улица Археологическая, улица Батаева, улица Воровского)  3-4. század    
Taranova-Belozorova (дом Таранова-Белозёрова, улица Карла Маркса, 28/10) 1822-1826.        
Középkori lakóépület  (дом Ф.Мюльгаузена, улица Киевская, 24)  1787.   
Páter-Pál-székesegyház (Петропавловский кафедральный собор, улица Октябрьская, 11) 1866-1870.        
Troszvjátszká templom (Храм трёх святителей, улица Гоголя, 16) 1904.        
Kenasza imahely кенаса, улица Караимская (korábban Пархоменко), 6 1891-1896. Eklektikus.
Kosztyántina és Elena házitemplom (Константино-Еленинская церковь. улица Октябрьская), 19. század második fele, orosz stílus      
Szent (Nagy) Vaszilij szemináriumi temploma  (семінарська церква свв.Василя Великого, Григорія Богослова та Іоана Золотоуста,вул.Героїв Аджимушкая, 7 / вул.Гоголя, 16) 1903., 1930-as évek.        
Víztorony  (водонапорная башня, улица Гурзуфская, 5)  1920-as évek.        
Szavopulo-szökőkút  (фонтан А.Савопуло, проспект Кирова) 1881.        
Adzsi-Szit-Nafe-mecset (мечеть Аджи-Сеит-Нафе, переулок Колодязный, 3)  18. század vége - 19. század eleje    
Bahcsiszeráji Nagyboldogasszony-remetelak (Бахчисарайський Успенський скит, вул.Турецька, 9 / вул.Сергєєва-Ценського, 5)
Viszockovo és Társa teakereskedés (Zincsina épület) (магазин "Торгівля чаями Висоцького та Ко" (будинок Зінчина), вул.Турецька, 21 / вул.Чехова, 5) 19. század második fele      
Angyali üdvözlet-apácazárda (Благовіщенське подвір'я Космо-Даміанівського жіночого монастиря, вул.Курчатова, 1)

### Múzeumok
- Művészeti Múzeum Karl Libknekhta u. 35. Az óvárosban található, 1913-ban épült neoklasszicista épületben. Anyaga helyi arisztokraták tulajdonában volt nyugat-európai és orosz 16-20. századi képzőművészeti tárgyak. Ivan Ajvazovszkij és Arhip Kuindzsi festők munkái is megtalálhatók közte a híres "Holdfényes éj a Dnyeperen". A múzeum egy másik részben a szovjet kor művészeinek alkotásai és a modern krími illetve ukrán művészek kiállítása látható. Nyitva: 10:00-16:30.
- Taurida Központi Múzeum Gogolja u. 14. Az épület 1909-ben bíróságnak épült. Több mint 150 000 kiállítási tárgy. Krím történelme az i.e. 3. évezredtől. A krími gótok kincseinek kiállítása hétvégenként látogatható. Kedden zárva, egyébként nyitva 09:00-17:00 között.
- Krími Néprajzi Múzeum Puskina u. 18. A néprajzi részleget 1923-ban alapították. A keleti szlávok (oroszok, ukránok, fehéroroszok) kultúrájának gazdag anyaga látható, valamint tatár, karaita, örmény, cigány, észt, bolgár, moldovai, olasz, lengyel és magyar néprajzi tárgyak. Kedden zárva, egyébként nyitva 09:00-17:00 között.

## Testvérvárosai
- Bursa, Törökország
- Heidelberg, Németország
- Kecskemét, Magyarország
- Rusze, Bulgária
- Salem, USA